# Crying Time (utwór)
"Crying Time" – piosenka napisana w 1964 roku przez muzyka country Bucka Owensa, który nagrał ją wraz z zespołem Buckaroos, wydając utwór na singlu jeszcze w tym samym roku.
Owens nagrał utwór, jednak nie zyskał on popularności. Niedługo później cover "Crying Time" stworzył Ray Charles, w którego wykonaniu piosenka stała się hitem. W lutym 1966 roku uplasowała się ona na miejscu #6 Billboard Hot 100, a także na pozycji #5 notownaia Hot R&B/Hip-Hop Songs. Utwór spędził również trzy tygodnie na szczycie listy Hot Adult Contemporary Tracks. W Wielkiej Brytanii "Crying Time" uplasowała się na miejscu #38 UK Singles Chart. Poza tym "Crying Time" w wersji Charlesa zdobyła w 1967 roku dwie nagrody Grammy.
Charles przyznał, iż "Crying Time" jest hołdem wobec stylu muzyki country, który wykonuje. Charles nagrał bowiem wcześniej covery innych piosenek country, które stały się hitami, w tym m.in. "I Can’t Stop Loving You", a także albumy Modern Sounds in Country and Western Music oraz Modern Sounds in Country and Western Music Volume Two, które stały się klasykami.
Wanda Jackson i Elvis Costello nagrali wspólnie cover "Crying Time", który wydany został na albumie Jackson Heart Trouble w 2003 roku.